# Pointe-Sluice
Sluice Point est une localité canadienne située dans la province de la Nouvelle-Écosse, à Argyle, comté de Yarmouth.